# Chiesa di Santa Maria Nascente (Erba, Italia)
La chiesa di Santa Maria Nascente è una parrocchiale di Erba, in provincia di Como ed arcidiocesi di Milano; fa parte del decanato di Erba.

## Storia
La prima citazione di una chiesa ad Erba risale al XIII secolo ed è da ricercarsi nel Liber Notitiae Sanctorum Mediolani di Goffredo da Bussero, in cui si legge che era filiale della pieve di Sant'Eufemia d'Incino.
Nel 1584 l'arcivescovo Carlo Borromeo decise di trasferire la sede della pieve nel centro storico del paese, allora detto Villincino, dopo aver scartato la possibilità di traslarla nella chiesa di Erba Alta.

Così, nella giurisdizione della nuova erbese andarono a ricadere le parrocchie di Albavilla, Albese, Alserio, Anzano del Parco, Bosisio, Arcellasco, Buccinigo, Canzo, Carcano, Casiglio, Casletto, Caslino, Castelmarte, Cesana con Suello, Corneno, Costa Masnaga, Crevenna, Galliano Eupilio, Garbagnate Rota, Longone al Segrino, Lurago d'Erba, Ponte Lambro, Moiana, Monguzzo, Orsenigo, Proserpio, Pusiano, Rogeno, San Maurizio d'Erba e Tabiago.
La pieve fu poi restaurata nel 1590 dal momento che versava in una condizione di degrado; in questa occasione si provvide a risistemare il tetto e la torre campanaria.
Nella prima metà del XVIII secolo, per volere di don Antonio Meda, la chiesa venne ricostruita ruotando la pianta di 90 gradi; la consacrazione fu impartita il 13 giugno 1752 dall'arcivescovo Giuseppe Pozzobonelli in occasione della sua visita pastorale, durante la quale trovò che era sede della confraternita del Santissimo Sacramento e che aveva alle sue dirette dipendenze l'oratorio di Santa Marta.
La parrocchiale venne poi ampliata tra il 1839 e il 1848; dalla relazione della visita pastorale del 1898 dell'arcivescovo Andrea Carlo Ferrari si apprende che il numero dei fedeli era pari 2500 e che la prepositurale di Santa Maria Nascente, avente come filiali le chiese di Sant'Eufemia di Incino e di Santa Marta ad Erba Alta e gli oratori di San Rocco, dei Santi Filippo e Giacomo, della Presentazione e di Sant'Agnese, era sede della confraternita del Santissimo Sacramento.
Negli anni settanta del XX secolo la parrocchiale fu ingrandita con la costruzione di una nuova navata perpendicolare a quella settecentesca; così, nel 1978 venne riconsacrata.

## Descrizione

### Facciata
La facciata a salienti della chiesa, rivolta a occidente, anticipata dal pronao tetrastilo, dotato di colonne ioniche, e coronata dal timpano triangolare, presenta al centro il portale d'ingresso e sopra una finestra di forma semicircolare e due nicchie; le due ali laterali sono caratterizzate dagli ingressi secondari e da ulteriori finestre a lunetta.
Annesso alla parrocchiale è il campanile a base quadrata, la cui cella presenta una monofora per lato ed è coronata dalla bassa guglia poggiante sul tamburo.

### Interno
L'interno dell'edificio si compone di due navate poste l'una perpendicolarmente all'altra; quella settecentesca, scandita da lesene sorreggenti la trabeazione su cui s'imposta la volta, dagli anni settanta del XX secolo è utilizzata come transetto, mentre un'originaria cappella laterale funge da presbiterio.
Qui sono conservate diverse opere di pregio, tra le quali i medaglioni raffiguranti la Natività all'interno della grotta e i Santi Giovanni Battista, Giuseppe con il Bambino, Rocco e Sebastiano, i due affreschi della Cena di Emmaus e del Buon pastore, eseguiti nel 1928 da Davide Beghi, e le tele ritraenti la Trasfigurazione di Santa Teresa d'Avila e Sant'Anna con Maria giovinetta.